# Pozitivno število
Pozitivno število x je vsako število, za katero velja {\displaystyle x>0}. Nenegativna števila so vsa pozitivna števila in število 0; za njih velja {\displaystyle x\geq 0}.

## Zgledi pozitivnih števil
- 5 (pozitivno celo število, ker velja {\displaystyle >0})
- 5,567 (racionalno število, ker velja {\displaystyle >0})
- 5 ½ (racionalno število, ker velja {\displaystyle >0})

Število 0 ni pozitivno število, ampak nenegativno število. 